# 東地宏樹
東地宏樹（日语：／ Tōchi Hiroki，1966年5月26日—），日本男性配音員、演員。曾隸屬於GLove/ビタミン谷，目前則隸屬於大澤事務所。畢業於日本大學藝術學部演劇學科。身高173公分。

## 經歷、人物
毕业于日本大学艺术学部戏剧学科，起初主要参加舞台剧演出。刚开始做配音演员工作的时候，主要是录制旁白。
第一次从事外语电影配音工作，是为港日合拍电影《安娜马德莲娜》中金城武扮演的男主角陈家富配音，为这个角色寻找配音演员的经纪人很喜欢东地的声音，向他发出了邀请。
正式进入配音演员行业的契机，是NTV电视台《星期五巡演》栏目播出的《黑衣人》配音版。电视台来到事务所遴选威尔史密斯的配音演员时，东地宏树自认是威尔的影迷，因此报名参选并最终合格。此后，东地宏树主要致力于外语片配音工作，除了威尔史密斯和金城武之外，还为克里斯蒂安贝尔、萨姆沃辛顿、韩星朴新阳等人配音。特别是通过为美剧《越狱》的男主角Michael配音提高了知名度。
在动画、广播剧CD、游戏等领域也十分活跃。动画中，多为成年男性、青年到较大龄男性配音。在游戏上，参加了Tri-Ace公司的一大半作品。Level-5公司的作品也出演了很多。此外，东地宏树担任了《神秘海域》系列游戏全部日文版的男主角配音。
2012年，获得FAMI通大奖男性配音演员奖。
东地宏树作为日本配音界以外语片配音为主的配音演员，近年更频繁在《霍比特人》系列电影、《黄金罗盘》等好莱坞大片的日语版中担任角色。此外，东地宏树还在《豪斯医生》、《CSI》、《icarly》等十几部美剧的日配版担任大小角色，特别是主配的《越狱》，被视为东地宏树的代表作。

## 作品
※粗體表示為該部作品的主要角色

### 電視動畫
1999年
- ∀GUNDAM（タルカ）
- Hunter × Hunter（金·富力士）

2004年
- 次元艦隊（草加拓海）
- 廢棄公主（ルーク・スターム）
- 日式麵包王（松代健、旁白）

2005年
- 銀牙傳說WEED（銀）
- TSUBASA翼（星史郎）
- 聖魔之血（亞伯·奈特羅德）
- MAJOR 2nd season（北川）

2006年
- TSUBASA翼 第2季（星史郎）
- 驅魔少年（克勞斯·馬里安）
- .hack//Roots（オーヴァン）
- 火影忍者（ナン）
- 南瓜剪刀（副長）

2007年
- 英國戀物語艾瑪第二幕（漢斯）
- 怪物王女（基扎亞·波多）
- 機動戰士GUNDAM 00 第一季（雷瑟·艾翁、阿里·亞爾·沙瑟斯的部下）
- 月面兔兵器米娜（桐生大介）
- 精靈守護者（王之槍A）
- 天元突破紅蓮螺巖（副官）
- 交響情人夢（松田幸久）
- 地球防衛少年（可可貝利）

2008年
- 機動戰士GUNDAM 00 第二季（雷瑟·艾翁）
- 今日大魔王! 第3季（貝利埃斯）
- 黑執事（巴爾德）
- 骷髏13（ジェイク・クエード）
- 逮捕令 Full Throttle（レッドファントム）
- 出包王女（カーター）
- 光速大冒險PIPOPA（相澤讓）
- 北斗神拳 拉歐外傳 天之霸主（トキ）
- （第2作）（金平）

2009年
- 黑神
- 超能力大戰（亞當·阿克萊特）

2010年
- 閃電十一人（久遠道也）
- Angel Beats!（チャー）
- 心靈偵探 八雲（後藤和利）
- 黑執事2（巴爾德）
- HEROMAN（艾克希斯・休斯）

2011年
- 閃電十一人GO（久遠道也）
- 魔法禁書目錄 II（後方之水）
- 紙箱戰機（檜山蓮/雷克斯）
- FAIRY TAIL魔導少年（龐沙‧利利）
- BLEACH（銀城空吾）
- 機動戰士GUNDAM AGE（庫爾迪克·艾諾亞）
- 花牌情緣（周防久志）

2012年
- 夏目友人帳 肆（不月）
- 羅馬浴場（馬克斯）
- 宇宙兄弟（巴迪·華特斯）
- 來自新世界（杉浦敬）

2013年
- 魔王勇者（白夜王）
- 神奇寶貝超級願望 Episode N（阿克羅瑪）
- 鑽石王牌（片岡鐵心）

2014年
- WIZARD BARRISTERS～弁魔士賽希爾（蜂谷光久）
- 極黑的布倫希爾德（九千怜）
- PSYCHO-PASS 2（須鄉徹平）
- 遊戲王ARC-V（榊遊勝）
- 棺姬嘉依卡（葛拉特·藍斯亞）
- 花舞少女（多美爸爸）
- 黑執事 Book of Circus（巴爾德）
- 魔彈之王與戰姬（羅蘭）

2015年
- The Rolling Girls（森友友守）
- 青春×機關槍（龜梨總司）
- 青年黑傑克（立入燈郎）
- 請問您今天要來點兔子嗎？？（理世的父親）
- 青春×機關槍 特別篇「這是野獸們的戰場！」（龜梨總司）

2016年
- 偶像學園STARS！（西太陽）
- MAGI魔奇少年 辛巴達的冒險（巴力）
- Rewrite（江坂宗源）
- 91Days（戴爾菲）
- 時空囚徒（彌天咎）
- 青鬼～真·動畫～（旁白）
- 神裝少女小纏（皇伸吾[1]）

2017年
- 3月的獅子（後藤正宗）
- 小松先生 第二季（麥克松）

2018年
- 3月的獅子 第2期（後藤正宗）
- 七大罪 戒律的復活（艾斯塔洛薩）
- OVERLORD II（薩留斯·夏夏）
- 霸穹 封神演義（太公望的父親）
- 博多豚骨拉麵團（宗方）
- 銀河英雄傳說 Die Neue These 邂逅（安斯巴哈）
- 閃電十一人 戰神的天秤（久遠道也）
- OVERLORD III（薩留斯·夏夏）
- LORD of VERMILION 紅蓮之王（柿原一心[2]）
- 宇宙戰艦提拉米斯II（井上一樹選手）
- 軒轅劍·蒼之曜（檀越之）
- 黃金神威 第2期（阿席莉帕的父親）
- Fate/EXTRA Last Encore（特維斯·H·皮斯曼）
- 魔法禁書目錄 III（後方之水）

2019年
- 名侦探柯南（桐山榮作）
- DOUBLE DECKER！道格＆基里爾（馬爾庫·貝爾加）
- 七大罪 眾神的逆麟（艾斯塔洛薩）
- 刀劍神域 Alicization War of Underworld（畢庫斯魯·烏魯·夏斯達）
- PSYCHO-PASS 3（須鄉徹平）

2020年
- 掠奪者（亞歷／阿蘭、爆撃面）
- 阿爾蒂（雷歐的師傅）
- GIBIATE the Animation（真田兼六）
- 刀劍神域 Alicization War of Underworld -THE LAST SEASON-（畢庫斯魯·烏魯·夏斯達）
- 黃金神威 第3期（威魯克）
- 請問您今天要來點兔子嗎？BLOOM（理世的父親）
- 池袋西口公園（吉松）

2021年
- 七大罪 憤怒的審判（艾斯塔洛薩、馬埃勒）
- 花樣滑冰Stars（三浦）
- 2.43 清陰高中男子排球社（畑監督）
- 席斯坦 -The Roman Fighter-（デミトリアス）
- 勇者鬥惡龍 達伊的大冒險（隆·貝魯克）
- 月與萊卡與吸血公主（旁白）
- SAKUGAN（剛剛爸）
- 名偵探柯南（伊達航）
- 鍵等（江坂宗源）

2022年
- 秘密內幕～女警的反擊～（宮原）
- 群青的開幕曲（野平和雄[3]）
- 鍵等（查）
- 吉伊卡哇（労働の鎧さん）
- 永久少年 Eternal Boys（尼古拉·朝倉[4]）
- BLEACH 千年血戰篇（銀城空吾）
- 點滿農民相關技能後，不知為何就變強了。（魔王）
- 書蟲公主（國王）

2023年
- BORUTO-火影新世代-NARUTO NEXT GENERATIONS-（贊斯魯）
- 擁有超常技能的異世界流浪美食家（維爾納）
- 勇者死了！（菲力·優妮絲[5]）
- 黃金神威 第4期（威魯克）
- 七魔劍支配天下（達瑞斯·格倫維爾[6]）
- 寶可夢 地平線（卡蕪[7]）
- 葬送的芙莉蓮（海塔[8]）
- 鴨乃橋論的禁忌推理（副校長）
- 狩龍人拉格納（魔像[9]）

2024年
- 我獨自升級（白允浩／白川大虎[10]）
- 戰國妖狐（雷堂斬藏[11]）
- 蜻蛉高球（五十嵐一賀[12]）
- 轉生貴族憑鑑定技能扭轉人生（雷文·羅本特[13]、旁白）
- 王牌酒保 神之杯（北方[14]）
- 擅長逃跑的殿下（瘴奸）
- 機械臂（エルジス[15]）
- 一兆＄遊戲（祁答院一輝[16]）

2025年
- 我獨自升級 Season 2 -Arise from the Shadow-（白允浩／白川大虎[17]）
- 來到棒球場捕捉我吧！（小次郎[18]）
- 末日後酒店（[19]）
- 完美到難以接近的聖女遭到解除婚約後被賣到鄰國（[20]）
- SANDA 變身聖誕老人（聖誕老人[21]）
- 魔神創造傳（厚目肉）

2026年
- 葬送的芙莉蓮（第2期）（海塔[22]）
- 異世界的處置依社畜而定（卡米爾[23]）

### OVA
- MS IGLOO 2 重力戰線（米凱雷·克雷瑪塔）
- 機動戦士ガンダム戦記 アバンタイトル（于格·库朗）
- 機動戰士鋼彈 UC（塔克薩·馬克爾）
- 今日大魔王! R（貝利埃斯）
- COBRA THE ANIMATION（クリスタル・ボーイ）
- switch（威武雅實）
- TSUBASA翼‧春雷記（星史郎）
- .hack//G.U. Returner（歐凡）
- 勇往直前2（ニーゴ主席參謀）
- OAD 交響情人夢 Lesson79（松田幸久）
- 炎の蜃気樓〜みなぎわの反逆者〜（下間賴康）

2015年
- 黑執事 Book of Murder（巴爾德）

2016年
- FAIRY TAIL 妖精們的懲罰遊戲（龐沙·利利）
- FAIRY TAIL 妖精們的聖誕節（龐沙·利利）

### 劇場版動畫
- 空之境界 第二章 殺人考察（秋巳大輔）
- .hack//G.U. TRILOGY（歐凡）
- 勇往直前2劇場版（ニーゴ主席參謀）
- 料理鼠王（Horst）

2012年
- 名偵探柯南：第11位前鋒（中岡一雅）

2015年
- 心理测量者剧场版（須鄉徹平）

2017年
- 剧场版 黑執事 Book of the Atlantic（巴爾德）
- 生化危机：复仇（克里斯·雷德费爾）

2019年
- PSYCHO-PASS Sinners of the System Case.1 罪與罰（須鄉徹平）
- PSYCHO-PASS Sinners of the System Case.2 First Guardian（須鄉徹平）

2020年
- PSYCHO-PASS心靈判官3 FIRST INSPECTOR（須鄉徹平）

2022年
- 名偵探柯南：萬聖節的新娘（伊達航）

2023年
- 劇場版 PSYCHO-PASS心靈判官 PROVIDENCE（須鄉徹平[24]）
- 生化危机：死亡岛（克里斯·雷德费爾）

### 網路動畫
2017年
- 寶可夢世代（弗拉達利）

2018年
- B：The Beginning（艾力克·托加）

2022年
- 花園裡的吸血鬼（庫波）
- 電馭叛客：邊緣行者（曼恩）

2023年
- LUPIN ZERO（ガウチョ）
- 魯邦三世VS貓眼

2024年
- MONSTERS 一百三情飛龍侍極（西拉諾[25]）

### 遊戲
- 魔法禁书目录（后方之水）
- 創世紀傳說系列（.hack//）
  - .hack//G.U.（歐凡）
  - .hack//LINK（歐凡）
- 刺客教條系列（Desmond Miles）
  - 刺客教條
  - 刺客教條 II
- 戰國無雙系列（立花宗茂（3代開始））
- 無雙大蛇系列（立花宗茂（2代開始））
- 鬼屋魔影（Edward Carnby）
- 秘境探險：黃金城秘寶（奈森·德瑞克）
- 秘境探險2：盜亦有道（奈森·德瑞克）
- 机动战士高达战记（于格·库朗）
- 頭文字D ARCADE STAGE 5（大宮智史）
- 女神側身像系列
  - 女神側身像（アリューゼ）
  - 女神戰記2：希爾梅莉亞（アリューゼ）
  - 女神戰記：背負錯誤之人（潮／）
- SD GUNDAM GGENERATION WARS（雷瑟·艾翁）
- Fate/EXTRA（特維斯·H·皮斯曼）
- 最終幻想零式（須臾）
- 閃點行動：龍之崛起
- 美德傳奇（馬利克‧西薩斯）
- Marvel Vs. Capcom 3：失落的星球2（克里斯·雷德費爾）
- Ultimate Marvel Vs. Capcom 3（克里斯·雷德費爾）
- 生化危機系列（日语版）（克里斯·雷德費爾（启示录開始））
  - 生化危機 启示录
  - 生化危機6
  - 生化危機 启示录2
  - 生化危機7
  - 生化危机 重制版
  - 生化危机8 村庄
- Rewrite（江坂宗源）
- 最終幻想XV - 柯爾·里歐尼斯（Cor Leonis）
- BLEACH BRAVE SOULS（银城空吾）
- 魔法电脑机战（后方之水）
- 魔法禁书目录（手游）（后方之水）
- 超级七龙珠英雄：世界任务（希拉斯）
- 超级七龙珠英雄（希拉斯）
- 魔法禁书目录 幻想收束（后方之水）
- 人中之龍系列（森永悠）
- 人中北斗（沙烏薩）
- 人中之龍7外傳 英雄無名（花輪喜平）
- 人中之龍8（花輪喜平）
- Fate/EXTRA Record（特維斯·H·皮斯曼）

### 吹替
電視/電影
| 年份 | 作品名稱             | 配演角色                   | 演員          | 媒介備註                        |
| ---- | -------------------- | -------------------------- | ------------- | ------------------------------- |
| 1999 | 超智特務顯神通       | J探員                      | 韋·史密夫     | 朝日電視台/BD新收錄版本         |
| 1997 | 黑超特警組           | 占士·吉姆·威斯特警長       | 韋·史密夫     | 日本電視台版                    |
| 2002 | 黑超特警組2          | J探員                      | 韋·史密夫     | 朝日電視台/BD新收錄版本         |
| 2003 | 重案夢幻組2          | 麥克·勞里警探              | 韋·史密夫     | 朝日電視台版                    |
| 2004 | 智能叛變             | 戴爾·史普納警探            | 韋·史密夫     | 富士電視台版                    |
| 2005 | 情場絕橋王           | 亞歷克斯·赫金斯            | 韋·史密夫     | 公映/影碟版本                   |
| 2006 | 末日1000年           | 瑞奇                       | 韋·史密夫     | 影碟版本                        |
| 2006 | 尋找快樂的故事       | 克里斯·加德納              | 韋·史密夫     | 日本電視台版本                  |
| 2016 | 自殺特攻：超能暴隊   | 死射/佛洛伊德·勞頓         | 韋·史密夫     | 公映/影碟版本                   |
| 1996 | 天涯海角             | 那口蟲                     | 金城武        | Amuse版 KlockWorx版             |
| 1998 | 安娜瑪德蓮娜         | 陳家富                     | 金城武        | 影碟版本                        |
| 2004 | 十面埋伏             | 金捕頭                     | 金城武        | 影碟版本                        |
| 2007 | 投名狀               | 姜午陽                     | 金城武        | 公映/影碟版本                   |
| 2008 | 赤壁                 | 諸葛亮                     | 金城武        | 公映/影碟版本                   |
| 2009 | 赤壁：決戰天下       | 諸葛亮                     | 金城武        | 公映/影碟版本                   |
| 2011 | 武俠                 | 徐百九                     | 金城武        | 影碟版本                        |
| 2017 | 喜歡·你              | 路晉                       | 金城武        | 影碟版本                        |
| 2005 | 逃                   | 米高·斯科菲爾德            | 溫特禾夫·米拿 | 日本電視台/影碟版本             |
| 2005 | 逃特別篇：最後一越   | 米高·斯科菲爾德            | 溫特禾夫·米拿 | 日本電視台/影碟版本             |
| 2010 | 生化危機4：戰神再生  | 克里斯·雷德費爾            | 溫特禾夫·米拿 | 公映/影碟版本 朝日電視台版      |
| 2011 | 醫神                 | Benjamin Byrd              | 溫特禾夫·米拿 | Dlife頻道/影碟版本              |
| 2014 | 閃電俠               | Captain Cold/Leonard Snart | 溫特禾夫·米拿 | 日本·名古屋·朝日電視台/影碟版本 |
| 2015 | 明日傳奇             | Captain Cold/Leonard Snart | 溫特禾夫·米拿 | Netflix/影碟版本                |
| 2015 | 祼命屋               | Luke Seacord               | 溫特禾夫·米拿 | 影碟版本                        |
| 2009 | 阿凡達               | 傑克·蘇里                  | 森·禾霍頓     | 公映/影碟版本                   |
| 2009 | 未來戰士2018         | 馬可仕·萊特                | 森·禾霍頓     | 公映/影碟版本                   |
| 2010 | 特務謎雲             | 年輕的大衛                 | 森·禾霍頓     | 影碟版本                        |
| 2012 | 天際100分鐘          | 尼克·卡西迪                | 森·禾霍頓     | 影碟版本                        |
| 2013 |                      | JB                         | 森·禾霍頓     | 影碟版本                        |
| 2006 | 天魔                 | Robert Thorn               | 里夫·舒韋伯   | 影碟版本                        |
| 2010 | 叛諜狂花             | Theodore "Ted" Winters     | 里夫·舒韋伯   | 影碟版本                        |
| 2010 | 索命條碼             | Frank                      | 里夫·舒韋伯   | 影碟版本                        |
| 2013 | 白宮管家             | 林登·約翰遜                | 里夫·舒韋伯   | BS Japan版                      |
| 2012 | 拉合爾茶館的陌生人   | Bobby Lincoln              | 里夫·舒韋伯   | 影碟版本                        |
| 2013 | 黑手遮天             | 雷·多諾萬                  | 里夫·舒韋伯   | Super! drama TV/影碟版本        |
| 2016 | 第五天劫             | Colonel Vosch              | 里夫·舒韋伯   | 影碟版本                        |
| 2005 | 蝙蝠俠：俠影之謎     | 蝙蝠俠/布斯·韋恩           | 基斯頓·比爾   | 日本電視台版                    |
| 2006 | 死亡魔法             | 艾佛瑞·波登                | 基斯頓·比爾   | 公映/影碟版本                   |
| 2009 | 大犯罪家             | 梅爾文·珀維斯              | 基斯頓·比爾   | 公映/影碟版本                   |
| 2013 | 怒火激情             | Russell Baze               | 基斯頓·比爾   | 影碟版本                        |
| 2001 | 隔世俏佳人           | Leopold                    | 曉治·積曼     | 影碟版本                        |
| 2006 | 遇上塔羅牌情人       | Peter Lyman                | 曉治·積曼     | 影碟版本                        |
| 2013 | 喪星玩轉荷里活       | Davis                      | 曉治·積曼     | 影碟版本                        |
| 2013 | 罪迷宮               | 凱勒·多佛                  | 曉治·積曼     | 影碟版本                        |
| 2006 | 斷背山               | 傑克·崔斯特                | 積·佳蘭賀     | 影碟版本                        |
| 2013 | 罪迷宮               | 大衛·洛奇                  | 積·佳蘭賀     | BS Japan版                      |
| 2005 | 殺破狼               | 馬軍                       | 甄子丹        | 影碟版本                        |
| 2009 | 十月圍城             | 沈重陽                     | 甄子丹        | 影碟版本                        |
| 1969 | 神槍手與智多星       | 日舞小子                   | 羅拔·烈福     | 自選視像/收費頻道版本           |
| 2007 | 夜宴                 | 無鸞                       | 吳彦祖        | 影碟版本                        |
| 2008 | 三國之見龍卸甲       | 趙子龍                     | 劉德華        | 影碟版本                        |
| 2008 | 鐵甲奇俠             | Jarvis                     | 保羅·彼特尼   | 朝日電視台版                    |
| 2010 | 鐵甲奇俠2            | Jarvis                     | 保羅·彼特尼   | 朝日電視台版                    |
| 2012 | 哈比人：不思議之旅   | 索林·橡木盾                | 李察·阿米蒂奇 | 公映/影碟加長版本               |
| 2013 | 一級雙雄             | 占姆士·亨特                | 基斯·咸士禾夫 | 電視放送/影碟新收錄版本         |
| 2013 | 哈比人：荒谷魔龍     | 索林·橡木盾                | 李察·阿米蒂奇 | 公映/影碟加長版本               |
| 2014 | 德古拉伯爵：血魔降生 | 「德古拉」弗拉德三世       | 盧克·伊萬斯   | 影碟版本                        |
| 2014 | 哈比人：五軍之戰     | 索林·橡木盾                | 李察·阿米蒂奇 | 公映/影碟加長版本               |
| 2018 | 沉默的天使           | 約翰·摩爾                  | 盧克·伊萬斯   | DVD版本                         |

### DramaCD
- Q弟偵探因幡（荻野邦治）
- （加賀毅）
- （織田信長）
- 文學少女（黑崎保）
  - 【前篇】
  - 【後篇】

### 廣播
- 2004. 8.（ウーリ）

### 映畫
- 戰國自衛隊1549（山瀨二等陸尉）

### 特攝
- 幪面超人古迦（釈節男）

### 其他
- 太陽王路易十四的愛與野望（路易十四）
- （ナレーション，TBS電視）
- （旁白，TBS）
- 瓦力預告篇（安德魯·斯坦頓的配音）

## 外部連結
- 公開簡歷 （页面存档备份，存于）（日語）